# Dayville
Dayville est une ville américaine située dans le Comté de Grant en Oregon. En 2010, sa population était de 149 habitants